# Comuna Staffanstorp
Staffanstorp (Staffanstorps kommun) este o comună din comitatul Skåne län, Suedia, cu o populație de 22.672 locuitori (2013).

## Geografie

### Zone urbane
Lista celor mai mari zone urbane din comună (anul 2015) conform Biroului Central de Statistică al Suediei:
| Nr | Zona urbană     | Pop.   |
| -- | --------------- | ------ |
| 1  | Staffanstorp    | 15.373 |
| 2  | Hjärup          | 4.744  |
| 3  | Bergströmshusen | 376    |
| 4  | Kyrkheddinge    | 259    |

## Demografie
| \| Evoluția demografică în comuna Staffanstorp, 1970–2015 \| Evoluția demografică în comuna Staffanstorp, 1970–2015 \| Evoluția demografică în comuna Staffanstorp, 1970–2015 \| Evoluția demografică în comuna Staffanstorp, 1970–2015 \| Evoluția demografică în comuna Staffanstorp, 1970–2015 \| \| ----------------------------------------------------------------------------------------------------- \| ------------------------------------------------------ \| ------------------------------------------------------ \| ------------------------------------------------------ \| ------------------------------------------------------ \| \| An \| \| \| Locuitori \| \| \| 1970 \| 1970 \| \| 11107 \| 11107 \| \| 1975 \| 1975 \| \| 15819 \| 15819 \| \| 1980 \| 1980 \| \| 16368 \| 16368 \| \| 1985 \| 1985 \| \| 17393 \| 17393 \| \| 1990 \| 1990 \| \| 17427 \| 17427 \| \| 1995 \| 1995 \| \| 19062 \| 19062 \| \| 2000 \| 2000 \| \| 19815 \| 19815 \| \| 2005 \| 2005 \| \| 20602 \| 20602 \| \| 2010 \| 2010 \| \| 22259 \| 22259 \| \| 2015 \| 2015 \| \| 23119 \| 23119 \| \| Sursa: SCB - Statistika Centralbyrån, Folkmängd efter region, civilstånd, ålder och kön. År 1968–2016 \| \| \| \| \| |      |  |           |       |
| Evoluția demografică în comuna Staffanstorp, 1970–2015 |      |  |           |       |
| An |      |  | Locuitori |       |
| 1970 | 1970 |  | 11107     | 11107 |
| 1975 | 1975 |  | 15819     | 15819 |
| 1980 | 1980 |  | 16368     | 16368 |
| 1985 | 1985 |  | 17393     | 17393 |
| 1990 | 1990 |  | 17427     | 17427 |
| 1995 | 1995 |  | 19062     | 19062 |
| 2000 | 2000 |  | 19815     | 19815 |
| 2005 | 2005 |  | 20602     | 20602 |
| 2010 | 2010 |  | 22259     | 22259 |
| 2015 | 2015 |  | 23119     | 23119 |
| Sursa: SCB - Statistika Centralbyrån, Folkmängd efter region, civilstånd, ålder och kön. År 1968–2016 |      |  |           |       |